# Anticlea
Anticlea (in greco antico: Ἀντίκλεια?, Antìkleia) è un personaggio della mitologia greca, era la figlia di Autolico, quindi nipote di Ermes.

## Mitologia
Anticlea figlia di Autolico e di Anfitea, fu la madre di Odisseo, avuto da Laerte.
La donna morì di dolore in seguito alla lunga assenza del figlio, preoccupata per le sue sorti sia nella Guerra di Troia sia durante il suo ritorno a casa. 

### Tradizioni secondarie
Secondo autori successivi a Omero, il padre di Ulisse non era Laerte bensì Sisifo: prima delle nozze, Anticlea venne rapita e violentata dal figlio di Eolo per punire suo padre per i continui furti di bestiame che operava. Da tale unione nacque Ulisse.